# Малая Ростовка
Малая Ростовка (укр. Мала Ростівка) — село в Оратовском районе Винницкой области Украины.
Код КОАТУУ — 0523186302. Население по переписи 2001 года составляло 276 человек. Почтовый индекс — 22635. Телефонный код — 4330.
Занимает площадь 1,337 км².
Расположено на обоих берегах реки Жидь (приток Роськи).
В северной части села, в долине реки Жидь находится Малоростовский гидрологический заказник.
В селе расположены памятник архитектуры местного значения Дворцово-парковый комплекс усадьбы Заботиных (начало XX в.) и деревянная Покровская церковь 19 века.

## Адрес местного совета
22635, Винницкая область, Оратовский р-н, с. Чагов, пров. П.Морозова, 45

## Галерея
- Главная улица села
- Дом культуры
- Покровская церковь (XIX в.)